# Boden (Lipová)
Boden je zaniklá osada, součást obce Lipová v okrese Cheb v Česku.
V těsném sousedství Bodenu se nachází národní přírodní památka Železná hůrka.

## Poloha

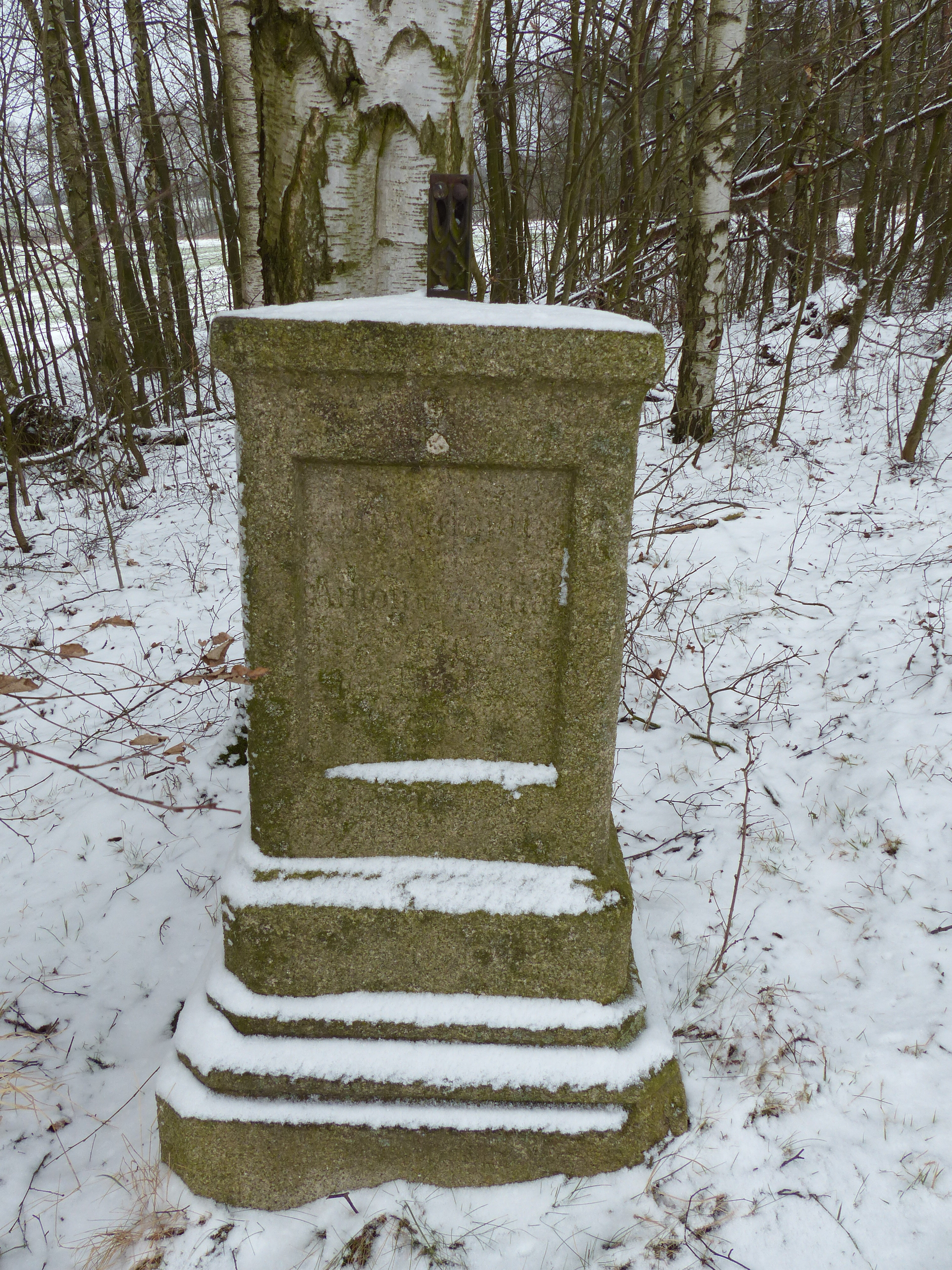
Zbytek kříže na cestě k česko-německé státní hranici poblíž vesnice

Vesnice Boden se nacházela přímo na české-německé hranici na horním toku potoka Bodenbach, přítoku Mohelenského potoka, mezi obcemi Bad Neualbenreuth na německé a Mýtina na české straně. Na přeshraniční turistické stezce se dříve nacházela celnice. Nedaleko ní vede cesta k Železné hůrce, u které se ves nacházela. Vesnice existovala do roku 1946, nyní jsou zde jen zbytky několika základových zdí v lesíku.

## Dějiny
Ves Boden byla poprvé zmíněna písemně v roce 1316, kdy byla součástí regionu Frais a patřila k Hardeckému panství. 
Zdejší sopečná půda je považována za zvláště úrodnou s vlastnostmi podobnými černozemi. 
Ve vsi byla celní stanice a vinárna, srovnatelná s privilegiem pivovarské krčmy. Mapa z roku 1812 zobrazuje devět čtyřstranných statků - včetně místních hrázděných domů - a celní stanici. V letech 1821–1823 Boden a Železnou hůrku několikrát navštívil Johann Wolfgang von Goethe v doprovodu chebského radního Josepha Sebastiana Grünera. U příležitosti těchto pobytů napsal eseje Uralte neuentdeckte Naturfeuer und Glutspuren a Vulkanische Produkte bei den Dörfern Boden und Altalbenreuth im Fraischlande (Nově objevené starověké přírodní požáry a stopy uhlíků a Sopečných produkty u vesnic Boden a Altalbenreuth ve Fraisu).
Od roku 1850 náležela Boden s okresem Altalbenreuth do soudního okresu Cheb. V roce 1862 bylo zvláštní postavení regionu Frais zrušeno, Boden se stala součástí Českého království a současně s tím byla přefařena z Neualbenreuthu k Altenalbenreuthu, kde také probíhala školní výuka. 
V roce 1910 zdejší sedlák a švec Nattmüller otevřel vinárnu. 
Po odsunu Němců z Československa zůstala vesnice Boden od roku 1946 zcela neobydlena. K zamýšlenému přejmenování vsi na Rovinku v roce 1948 již nedošlo, protože měla být v rámci ostrahy hranic a zřízení železné opony zbořena. V roce 1953 byla opuštěná vesnice srovnána se zemí.

## Obyvatelstvo
V roce 1900 měla Boden 62 obyvatel, kteří žili v devíti statcích po obou stranách Bodenbachu se třemi rybníky. Při sčítání lidu v roce 1921 žilo v deseti domech obce 74 obyvatel, z toho 55 Němců, pět Čechů a 14 cizozemců. Až na jednoho evangelíka byli obyvatelé katolického vyznání.
| Rok            | 1869 | 1880 | 1890 | 1900 | 1910 | 1921 | 1930 | 1950 | 1961 | 1970 | 1980 | 1991 | 2001 | 2011 |
| -------------- | ---- | ---- | ---- | ---- | ---- | ---- | ---- | ---- | ---- | ---- | ---- | ---- | ---- | ---- |
| Počet obyvatel | 90   | 101  | 76   | 62   | 66   | 74   | 67   | 20   | —    | —    | —    | —    | —    | —    |
| Počet domů     | 13   | 13   | 13   | 13   | 11   | 10   | 10   | 10   | —    | —    | —    | —    | —    | —    |